# 順位戦
順位戦（じゅんいせん）は、毎日新聞社・朝日新聞社・日本将棋連盟主催の将棋の棋戦。タイトル戦である名人戦の予選にあたる。順位戦A級の1位（「優勝者」「最高成績者」とも）が名人への挑戦者となる。

## 概要
A級・B級1組・B級2組・C級1組・C級2組の5つのクラスからなり、A級の優勝者が名人戦の挑戦者となる。名人は順位戦に参加しないが、順位戦を戦わなかった名人在位年もA級の在籍年数の記録に累積計上される。
各クラスごとに、おおむね6月から翌年の3月までに亘ってリーグ戦を行い、その成績に応じて次期のクラスと順位が決まる。新規のプロ棋士はC級2組に属するのが原則だが、一部は順位戦に参加しないフリークラス棋士からのスタートとなる。現在のルールでは飛び級はできないため、名人戦の挑戦者となるまでにはプロデビューから最短でも5年かかる。
順位戦の昇級により段位が上がり、棋士が順位戦のどのクラスに属しているかによって対局料が大きく変動し、棋士の収入に直結するほか、他の棋戦で予選の一部が免除されることがある。また、順位戦への参加資格を失うことが即時または時限付きの強制引退の条件となることが、他の棋戦に見られない特徴である。
毎年3月上旬頃に全5局が一斉に行われるA級の最終戦は、名人への挑戦者と降級者2名がその日に決定することが多く、また対局時間も長いため「将棋界の一番長い日」と称され、将棋界内外から大きな注目を集める。2014年（平成26年）以降、2017年（平成29年）を除き、この最終一斉対局は静岡県静岡市葵区の浮月楼で行われ、東京都渋谷区千駄ヶ谷の将棋会館（日本将棋連盟本部）、大阪市福島区の関西将棋会館、名古屋市中区の大須演芸場では大盤解説会が催される。さらにテレビ・インターネットなどでの中継も行われている。
主催社は第66期より朝日新聞社と毎日新聞社の共催で行なわれているが、両社の記載順は期数が偶数の期は「朝日新聞社、毎日新聞社」の順、期数が奇数の期は「毎日新聞社、朝日新聞社」の順に表記される。

## 方式

### クラスと昇級・降級
A級・B級1組・B級2組・C級1組・C級2組と、順位戦の対局がないフリークラスから構成されており、A級で最も良い成績を挙げた棋士が名人挑戦権を得る。
各クラスの定員などは以下のように定められている。また定員等は欠員（引退・死去など）が出た場合適宜調整される。
現行の規則
| 総当たり 9戦 | 0+ プレーオフ 0+ 七番勝負【挑戦者】 |

| 成績下位の2名 | → 次期 B級1組 |  |  |  |

降級点(B級2組, C級1組, C級2組)
【降級点の付与条件】
- (B級2組) 成績下位の内、参加人数の（在籍者数 × 1/4.0）に降級点を1点累積。
- (C級1組, C級2組) 成績下位の内、参加人数の（在籍者数 × 1/4.5）に降級点を1点累積。

【降級点の消去条件】
- C級2組では消去対象となる降級点は2つ目のみ。1つ目の降級点は昇・降級しない限り消去されない。
- 勝ち越しまたは2期連続の5勝5敗で、降級点を1点消去。
- 付与と消去の条件に同時に該当する場合、次期は現状維持（累積と消去の相殺）。
- 昇・降級時には降級点リセット。

現役棋士が在籍するクラスの一覧は、将棋棋士の在籍クラス を参照。
歴代のA級棋士については、歴代七番勝負・A級順位戦 を参照。

#### 頭ハネ
順位戦で勝敗数が同じだった場合、名人挑戦権を争う最上位A級を除いて、プレーオフは行われず、上述のように開始時の順位により順位付けをすることとなる。そのため、同じ成績を収めた複数名が順位によって昇級と残留に分かれることがあり、低順位のために昇級できないことは頭ハネと通称されている。逆に、降級・降級点に際しても順位差で運命が分かれることがあり、C級2組の星1つの差が将来のA級残留・陥落に影響を及ぼすなど、まさしく「順位」を争う戦いとなっている。

#### 昇級に関する例外
原則として、B級2組・C級1組・C級2組では成績上位の3名が一つ上のクラスに昇級する（第79期より）。昇級枠を超える全勝者が出た場合の取り扱いについては、第77期より全勝者は順位に関わらず全員昇級となることが明文化された。全勝者について明文化されるまでは、該当の規定もなく当該事例もなかったため取扱いが不明瞭となっていた。C級1組とB級2組への昇級については定員が決まっていないクラスへの昇級なので特に問題ないが、定員が決まっているB級1組への昇級については、次期のB級1組の降級者の人数調整を行う。例えば、B級2組で全勝者が4人出た場合、全員昇級となり、その次の期のB級1組は全14人中下位の4人が降級となる。なお、A級・B級1組は総当たりであるため、全勝者が複数名出ることはない。

#### 降級点
B級2組以下のクラスでは、成績が悪くても1期で降級することはない。成績下位の一定人数につけられる「降級点」がB級2組とC級1組では2つ累積、C級2組では3つ累積すると降級する。C級2組からの降級先はフリークラスである。
降級点がついている棋士が、勝ち越し（6勝以上）か2期連続で指し分け（5勝5敗）の成績をとると、降級点を1つ消すことができる。ただし、C級2組で消すことができるのは「2つ目の降級点」だけで、C級1組への昇級かフリークラスへの降級に該当しない限りC級2組での「1つ目の降級点」は消すことができない。
なお、降級点がついている棋士が勝ち越しまたは2期連続の指し分けを果たした場合であっても、その成績が降級点付与枠に入った場合は消去と付与が相殺され、次期のクラスでの降級点は現状維持のままの状態となる。
指し分けの降級・降級点
11人で争われた第27期順位戦・A級（1972年度、12人・うち1人休場・全10局、降級3名で実施）において、順位12位の灘蓮照が「5勝5敗の指し分け」で下から3番目の成績となった。降級枠3名なので本来は降級となるところを「5勝5敗の指し分け」であることを理由に、A級に残留となった。これについて、当時の順位戦の主催紙である朝日新聞の1973年4月4日付の総括記事では、灘に「指し分けは落さずの規定がないとたいへんだったな」という声がかかった、との記述がある。「指し分けは降級しない」とする内規の存在は『近代将棋』1973年5月号のほか、同誌1958年8月号にも記載があり、棋士の間ではそれ以前から知られていたことがうかがえる。
しかし、この内規は明文化されたものでなく日本将棋連盟にも文書化された記録がなかった。
そのため、同じく11人で争われた第76期A級順位戦では、主催者である朝日新聞・毎日新聞・日本将棋連盟による協議の結果、第76期において同様の事例が起きた場合には降級とすることが確認され、第77期以降は改めて協議した上で新たに明文規定を設けることとなった。その後、日本将棋連盟のウェブサイトにおける順位戦に関する説明において、A級順位戦での5勝4敗9名による挑戦者決定戦プレーオフを例とした解説が行われ、この中で5勝4敗の勝ち越し者であっても、名人挑戦権を得ない限りプレーオフ進出者の中で順位最下位の者が降級すると記載された。これにより、勝ち越し者、指し分け者が降級しないという特例は明示的に否定されることとなった。
明文化以降、指し分け降級した事例は、第83期B級2組における杉本昌隆の事例が唯一である。杉本昌は前期降級点による順位下位であったため、第83期を「5勝5敗の指し分け」の成績としながら下位降級点に該当し、2つ目の降級点により順位戦初の「指し分け降級」となった。

#### 定員過不足の調整
定員のあるA級とB級1組では、以下の理由により定員の過不足が発生する場合がある。
- 定員超過が発生する場合
  - 前期全休者が降級せず「張出」になる場合。「#休場」を参照。
  - （B級1組のみ）B級2組から10戦全勝で規定数より多く昇級した場合。「#昇級に関する例外」を参照。

- 定員不足が発生する場合
  - 引退者・逝去者が組み合わせ抽選前に出た場合、引退者・逝去者が参加予定だったクラスが欠員扱いとなる。
  - 引退者・逝去者が前期の年度途中で出た場合、予定されていた未対局分は不戦敗相当とみなして（対戦相手は不戦勝）成績・順位を確定させ、昇級相当の場合は昇級クラス、残留相当の場合は残留クラス、降級相当の場合は降級クラスが欠員扱いとなる[14]。

- （B級1組のみ）A級全休者の「張出」によりB級1組への降級者が少ない場合。「#休場」を参照。
- （B級1組のみ）フリークラス転出者が出た場合。「#フリークラス宣言（転出）」を参照。

年度初めに定員の過不足がある場合、降級予定人数は、次期が定員通りになるように調整する。年度初めにA級が11人の場合、降級は成績下位の3人となり、9人の場合に降級は1人となる。B級1組ではA級からの降級予定人数も考慮して調整する。

#### 休場
病気などのやむを得ない理由により、年度初めの組み合わせ抽選前に1年間の休場届を出した場合、その年度の対局予定は設定されない（全休）。その場合、全休初年度は降級せず、次期の順位は「張出」となり、最下位に扱われる。定員制であるA級とB級1組では、通常の定員を超過することとなり、A級で張出が出た場合はB級1組は定員不足となる。
なお、2期連続で全休すると、A級とB級1組では降級となり、B級2組以下では降級点がつく（休場の時点で降級点数があればそれも考慮される）。B級2組以下で3期連続で全休すると、休場時点での降級点数に関係なく降級する。
また、組み合わせ抽選後に順位戦を休場した場合（途中休場）、予定されていた対局は不戦敗となる。その結果、昇級や降級、降級点対象の成績となった場合は昇級、降級または降級点付与の対象となる。
順位戦の途中で死去する事態が発生した場合、予定された対局相手は「不戦勝」となるが死去した棋士は「不戦」で通算成績に反映されない。死去した棋士との対局予定により昇級する場合は予定された対局日になった時点で勝星が考慮され昇級決定となる。

### 名人戦挑戦者決定戦（プレーオフ）
名人戦挑戦者にはA級での成績最上位者が選ばれるが、最上位者が複数の場合には挑戦者1名を決めるために挑戦者決定戦（プレーオフ）を行う。3人以上の場合は、順位下位の者から出場するパラマス方式トーナメントによって挑戦者を決定する（プレーオフ参考例）。
A級最終戦を終えた時点での成績最上位者が複数名おりプレーオフが行なわれた例は、現行制度の第5期から第80期までに21例ある。このうちプレーオフが3人で行われた例は5例、4人以上で行われた例は4例で、プレーオフに参加した最多人数は6人（第76期）である。
プレーオフが3人で行われた例（5例）
1953年（第7期）、1958年（第12期）、1986年（第44期）、1987年（第45期）、2003年（第61期）
プレーオフが4人以上で行われた例（4例）
- 1979年（第37期） - 4人（6勝3敗）

(上位から)森雞二八段、米長邦雄棋王、大山康晴十五世名人、二上達也九段
プレーオフの結果 → 挑戦者：米長（→ 名人戦 敗退）
- 1992年（第50期） - 4人（6勝3敗）

(上位から)谷川浩司竜王、南芳一九段、高橋道雄九段、大山康晴十五世名人
プレーオフの結果 → 挑戦者：高橋（→ 名人戦 敗退）
- 2015年（第73期） - 4人（6勝3敗）

(上位から)行方尚史八段、渡辺明二冠、久保利明九段、広瀬章人八段
プレーオフの結果 → 挑戦者：行方（→ 名人戦 敗退）
- 2018年（第76期） - 6人（6勝4敗）[16]

(上位から)稲葉陽八段、羽生善治三冠、広瀬章人八段、佐藤康光九段、久保利明王将、豊島将之八段
プレーオフの結果 → 挑戦者：羽生（→ 名人戦 敗退）
なお、3人以上でプレーオフが行われた9例のうち第61期を除く8例の挑戦者は、名人戦でいずれも敗退した。

### クラス内における順位
当期の各クラスのリーグ表では、以下の順で上から並べられる。
|    | C級2組                                                                                  | C級1組                                                                           | B級2組                                                                           | B級1組                                                                           | A級                                                                              |
| -- | --------------------------------------------------------------------------------------- | -------------------------------------------------------------------------------- | -------------------------------------------------------------------------------- | -------------------------------------------------------------------------------- | -------------------------------------------------------------------------------- |
| 1  | 上位クラスからの降級者（前期成績順、休場者を除く）                                      | 上位クラスからの降級者（前期成績順、休場者を除く）                               | 上位クラスからの降級者（前期成績順、休場者を除く）                               | 上位クラスからの降級者（前期成績順、休場者を除く）                               | 名人戦七番勝負の敗者                                                             |
| 2  | 休場者のうち降級対象となった上位クラスからの降級者（「休場」を参照）                    | 休場者のうち降級対象となった上位クラスからの降級者（「休場」を参照）             | 休場者のうち降級対象となった上位クラスからの降級者（「休場」を参照）             | 休場者のうち降級対象となった上位クラスからの降級者（「休場」を参照）             | -                                                                                |
| 3  | クラス残留者（降級点該当者 以外、前期成績順）                                           | クラス残留者（降級点該当者 以外、前期成績順）                                    | クラス残留者（降級点該当者 以外、前期成績順）                                    | クラス残留者（前期成績順）                                                       | クラス残留者（前期成績順）                                                       |
| 4  | -                                                                                       | 下位クラスからの昇級者（前期成績順）                                             | 下位クラスからの昇級者（前期成績順）                                             | 下位クラスからの昇級者（前期成績順）                                             | 下位クラスからの昇級者（前期成績順）                                             |
| 5  | クラス残留者（降級点該当者、前期成績順）                                                | クラス残留者（降級点該当者、前期成績順）                                         | クラス残留者（降級点該当者、前期成績順）                                         | -                                                                                | -                                                                                |
| 6  | 前年4月1日から9月30日の間に 規定の成績（後述）を収めたフリークラス編入者（確定順）      | -                                                                                | -                                                                                | -                                                                                | -                                                                                |
| 7  | 前年度前期 三段リーグ1位および2位成績者（1位、2位の順）                                 | -                                                                                | -                                                                                | -                                                                                | -                                                                                |
| 8  | 前年10月1日から本年3月31日の間に 規定の成績（後述）を収めたフリークラス編入者（確定順） | -                                                                                | -                                                                                | -                                                                                | -                                                                                |
| 9  | 前年度後期 三段リーグ1位および2位成績者（1位、2位の順）                                 | -                                                                                | -                                                                                | -                                                                                | -                                                                                |
| 10 | 休場者のうち降級の対象とならなかった者（「張出」として扱われる。「休場」を参照）        | 休場者のうち降級の対象とならなかった者（「張出」として扱われる。「休場」を参照） | 休場者のうち降級の対象とならなかった者（「張出」として扱われる。「休場」を参照） | 休場者のうち降級の対象とならなかった者（「張出」として扱われる。「休場」を参照） | 休場者のうち降級の対象とならなかった者（「張出」として扱われる。「休場」を参照） |

- 上記のそれぞれの中で前期の勝敗に基づく成績順を第1優先とし、勝敗同点同士では、前期のリーグ表における順位を第2優先として順位付けをする。
- 上記6.および8.のフリークラス編入者については、規定の成績への到達が確定した順に上位に位置づけられる。
- A級で勝敗数最上位者が複数の場合には名人挑戦者決定戦（プレーオフ）が行われるが、次期A級の2位以下の順位は、プレーオフの結果にかかわらず、リーグ戦での成績とリーグ表の順位のみで決定される。次期A級の1位は「名人戦で敗れた者が翌年度の順位が1位となる」規定が優先される。
- 2期連続で休場した場合（前述「休場」参照）
  - A級とB級1組では降級となる。
  - B級2組以下のクラスでは、2期連続の休場で降級点がつき、3期連続の休場で降級（C級2組では2つ目の降級点）となる。

### 持ち時間
- A級 - 各6時間 / 消費時間の計時:ストップウォッチ方式
- B級1組以下 - 各6時間 / 消費時間の計時:チェスクロック方式[17] (B1は第81期、B2以下は第75期より / 各組ともそれ以前はストップウォッチ方式)

順位戦の持ち時間は6時間であり、あらゆる棋戦の本戦・予選の持ち時間の中で最も長く、1日制のタイトル戦の持ち時間より長い。また、順位戦の対局開始時刻はタイトル戦が午前9時であるのに対し、その他の通常の対局と同じ午前10時である。さらに、昼夕に各40分（2016年6月より）の休憩を挟む。そのため、順位戦の対局は深夜に及び、日が変わっての終局も珍しくない。
第75期順位戦（2016年度）よりB級2組以下の対局については、ストップウォッチ計時による1分未満の消費時間切り捨てから、チェスクロック計時による1分未満の消費時間算入に改められた。これは、主として記録係を担当する奨励会員の高学歴化が進み、学校を休む必要がある者が増えたためである。記録係の負担を軽くするため、日をまたぐ対局を極力減らし、記録係がなるべく宿泊せず帰宅できるようにする目的がある。このルール変更により、終局が「（平均すると）1時間は早くなりそう」と渡辺明は予想している。第81期順位戦からはB級1組についても消費時間の計測方式がチェスクロック方式による計時へと変更になった。
また、同年6月から他の棋戦を含め昼食・夕食休憩がそれぞれ50分から40分に減らされた（タイトル戦は棋戦によって異なる）。これも同じく、対局時間短縮の意図がある。
両者がバランス良く持ち時間を使い切ると、計時がチェスクロック方式のB級1組以下では23時20分ごろ、ストップウォッチ方式のA級では0時30分ごろに両者1分将棋に突入することになる。

### 組み合わせ
各期順位戦のリーグ表における対局の組み合わせは、年間分の全てが事前の抽選によって決定される。対局の手番（先手・後手）についても、組み合わせ決定時に全て決定される。したがって、順位戦リーグ戦の対局では振り駒は行われない。
組み合わせ、手番（先後）の抽選は、「対局規定」や日本将棋連盟が公開している条件等に基づき実施される。 
- いずれのクラスも手番（先手・後手）は事前に決定するが、回数の均等に努める(B級2組以下の10回戦では先後5局ずつ、B級1組での12回戦では先後6局ずつ、A級の9回戦では先後4局か5局)。また手番のばらつきと機会の均等にも配慮がされており、3回連続同一手番の対局を組まないようにしているほか、1・2回戦および最終2局においても同一手番にならない(先手後手が交互になる)ように定められている（後者は連盟サイトで公表されている抄録には記載されていないが、主催者の朝日新聞社の将棋取材班より規定がある旨告知されている[出典 13]）。なお、これらの均等化は年度単位で行われるもので、複数年度における均等化を図るものではない。対局数が年9局のクラスで今期の先手番が5局の人であっても、翌期の同クラスで2年連続で先手番が5局割り振られる場合も当然ある。

※なお、A級プレーオフでは当日の振り駒によって手番の先後を決定する。
- A級・B級1組(いずれも総当たり)では
  - 初戦と最終戦に「前期最終戦で対戦した相手」と当たらない（ただし、双方が昇級または降級しクラスが変わった場合を除く。初戦か最終戦が休み番の場合は考慮しない）。
  - 初戦と最終3戦に「師弟戦・肉親戦・兄弟弟子戦」は行なわない（リーグの中間で行う）。
- B級2組以下(総当たりではない)では
  - 「師弟戦・肉親戦」は行わない。
  - 初戦と最終3戦に「兄弟弟子同士の対局」は行わない（リーグの中間で行う）。

- B級2組以下での対戦相手は師弟・肉親以外で次の優先順位で組み合わせられる。
  - 過去3年間、双方クラスの変動がなかったが対戦してない組み合わせ（B2・C1では必ず対戦させる）
  - 過去2年間、双方クラスの変動がなかったが対戦してない組み合わせ（該当多数の場合は可能な範囲で対戦させる）
  - 前期から双方クラスが変動しておらず前期未対局の組み合わせ、どちらかもしくは双方が前期からクラスが変動している組み合わせ（通常はここまでの条件で全ての組み合わせが決まる。B2かC1で組み合わせ不能な場合のみ次の条件を用いる）
  - 過去2年間、双方クラスの変動がなく、前期に対局したが、前々期は未対局の組み合わせ、前期から双方クラスが変動しておらず前期対局したが、どちらかもしくは双方が2年前とはクラスが変動している組み合わせ
  - 過去2年間、双方クラスの変動がなく前々期・前期共に対局した組み合わせの対戦は行わない。

#### 「コンピュータ抽選」と「トランプ抽選」
かつては全ての抽選は手作業で行われていたが、1990年代後半頃からパソコンを用いたソフトによる自動抽選方式で組合せ及び先後の抽選が導入され、第81期順位戦のB級1組以下のクラスではコンピュータ抽選である。
A級の抽選は長年トランプのカードを用いた手作業により、組合せ・先後の抽選が行われている。具体的には、A級の10人に対応する「1(A/エース)から10」の10枚のカードを裏返し、2枚ずつ引いて組合せを順に決定する。先後についてもトランプを用い、複数枚から引いたカードの色(赤か黒か)で対局の○×を決定し、先述の先後ルールと対応させながら全局の○×を決め、最後に○×どちらが先手かを再度カードの色で決める。

### 順位戦の規定による昇段
| 昇段                  | 五段へ      | 六段へ      | 七段へ      | 八段へ   | 九段へ         |
| --------------------- | ----------- | ----------- | ----------- | -------- | -------------- |
| 名人戦・順位戦 の規定 | C級1組 昇級 | B級2組 昇級 | B級1組 昇級 | A級 昇級 | 名人位 1期獲得 |

順位戦の昇級による昇段規定は、C級1組に昇級すると五段、同様にB級2組昇級で六段、B級1組昇級で七段、A級昇級で八段となっている。しかし、他の昇段規定で既に該当する段位に昇段していた場合は、順位戦で昇級しても昇段はしない。たとえばB級2組に所属する七段や八段の棋士が初めてB級1組に昇級しても、段位はそのままである。なお、名人位を1期獲得すると九段となる。
1984年4月1日に「勝数に伴う昇段」の規定が追加される前にA級に昇級した棋士は、ほぼ全員が、五段から八段までをすべて順位戦昇級に伴い昇段した。これは、順位戦以外の具体的な昇段規定が存在しなかったためである。
その後、竜王戦昇級に伴う昇段規定（1987年追加、2006年改定）・タイトル挑戦もしくは獲得および棋戦優勝に伴う昇段規定（2009年追加）が追加されて以降、特に七段までは順位戦昇級前に他の規定を満たし昇段するケースが増えた。特に竜王戦の連続昇級による昇段規定は満たしやすく、この規定が追加された後に五段から八段までをすべて順位戦昇級に伴って昇段したのは近藤誠也のみである。なお、五段から八段までを順位戦昇級に伴って昇段した棋士は多数いるが、五段から九段まで全て順位戦昇級および名人獲得に伴って昇段したのは谷川浩司と丸山忠久の2人だけである。

### フリークラス
フリークラス制度は1994年4月1日から発足した、棋士が公務・普及を主眼において活動するために設けられた制度。後述の「#フリークラス編入者の順位戦出場条件」を満たさない限り、フリークラス棋士が順位戦・名人戦に参加することはない。その他の棋戦には参加できる。フリークラス棋士には年齢または在籍可能年数に基づく定年・引退の規定がある。
フリークラス棋士は、
- フリークラスへ編入された棋士
- 「フリークラス宣言」を行ない、自らフリークラスに転出した棋士

に大別される。いずれも同じ「フリークラス」という名称であるが、これら2つは制度上の性格が大きく異なる。

#### フリークラスへの編入
棋士がフリークラスに編入されるのは以下の場合である。
1. 順位戦C級2組在籍の棋士が3回目の降級点の対象となった場合、フリークラスに陥落する（3回目の降級点時に満60歳以上の場合は引退）。
2. 半年に1度行われる奨励会三段リーグの次点を通算2回獲得して得た「プロ棋士になる権利」を行使する場合、フリークラスに編入される。
  - この権利を行使した例は7名。
伊奈祐介（1998年4月編入）、伊藤真吾（2007年4月編入）、吉田正和（2008年10月編入）、渡辺大夢（2012年10月編入）、佐々木大地（2016年4月編入）、古賀悠聖（2020年10月編入）、柵木幹太（2023年4月編入）
  - この権利を行使せずに三段リーグに留まることもできる
（この場合、次点は1つ「残り」、もう一度次点を取ることで再びフリークラス入りの権利を得る）。
    - 2004年前期に2回目の次点となった佐藤天彦が「権利」を行使せずに三段リーグに留まり、
第39回三段リーグ（2006年度前期）で2位となって、フリークラスではなくC級2組の棋士としてプロ入りした。
3. アマチュアまたは女流棋士で公式棋戦で一定の成績を収めた者が、「棋士編入試験」に合格しプロ棋士になるとフリークラスに編入される。
この制度については「棋士 (将棋)#棋士編入試験制度」を参照。
  - 棋士編入試験に合格しアマチュアからフリークラスに編入された例は4名。
瀬川晶司（2005年11月編入）[23]、今泉健司（2015年4月編入）[24]、折田翔吾（2020年4月編入）、小山怜央（2023年4月編入）
4. クイーン白玲取得者にフリークラス編入の権利が与えられる[25]。

※なお、フリークラスが制度化された1994年4月1日の時点で、制度化以前に順位戦から陥落していた現役棋士（11名）は、フリークラスに編入された。
制度化初年度のフリークラス編入棋士
- 1990年3月陥落（第48期 C級2組から降級） - 青木清、瀬戸博晴
- 1991年3月陥落（第49期 C級2組から降級） - 池田修一
- 1992年3月陥落（第50期 C級2組から降級） - 田辺一郎、椎橋金司
- 1993年3月陥落（第51期 C級2組から降級） - 若松政和、野本虎次、本間博
- 1994年3月陥落（第52期 C級2組から降級） - 山口英夫、森安正幸、中田章道

※フリークラス制度が導入される初年度に、C級2組から4名がフリークラスへの転出を宣言している（「宣言フリークラス」については後述 ）。
- 制度化初年度の宣言によるフリークラス転出者
(1994年4月から転出) - 剱持松二、山口千嶺、依田有司、飯田弘之

##### フリークラス編入者の順位戦出場条件
フリークラスに編入された棋士は、以下の条件のいずれかを満たすことで、次年度の順位戦にC級2組（無降級点）から出場できる。
| 1. 年間（4月から翌年3月まで）に「参加棋戦数+8」勝以上、かつ勝率6割以上。 2. 良いところ取りで、連続30局以上の勝率が6割5分以上（年度をまたいでも有効）。 3. 年間対局数（4月から翌年3月まで）が「（参加棋戦数+1）×3」局以上。 4. 全棋士参加棋戦で優勝、またはタイトル挑戦（2001年 - 2006年は朝日オープン将棋選手権への挑戦を含む）。 |

フリークラスに編入された棋士が、これらの規定により順位戦出場権を獲得した例は過去に13例ある。いずれも上記の2の条件「連続30局以上の勝率が6割5分以上」を満たしたことによる。なお、この13例のうちC級1組への更なる昇級に至る棋士は第80期まで出ていなかったが、第81期順位戦で古賀悠聖がフリークラス編入者としては初めてのC級1組への昇級を所要1期（いわゆる1期抜け）で果たした。
フリークラスからC級2組への昇級者
- C級2組からの降級による編入後にC級2組に復帰したケース（2例）

| ( | 1999年4月にフリークラス編入=第57期C級2組での降級による編入、 2001年5月29日[=2年1か月後]に規定を満たし第61期からC級2組に復帰 | ) |

| ( | 2012年4月にフリークラス編入=第70期C級2組での降級による編入、 2015年8月26日[=3年4か月後]に規定を満たし第75期からC級2組に復帰 | ) |

- 奨励会三段リーグ次点2回によるフリークラス編入後、昇級したケース（7例[31]）

| ( | 1998年4月に次点2回によりフリークラス編入、 2001年5月7日[=3年1か月後]に規定を満たし第61期からC級2組に昇級参加 | ) |

| ( | 2008年10月に次点2回によりフリークラス編入、 2011年1月19日[=2年3か月後]に規定を満たし第70期からC級2組に昇級参加 | ) |

| ( | 2007年4月に次点2回によりフリークラス編入、 2011年10月26日[=4年6か月後]に規定を満たし第71期からC級2組に昇級参加 | ) |

| ( | 2012年10月に次点2回によりフリークラス編入、 2015年7月8日[=2年9か月後]に規定を満たし第75期からC級2組に昇級参加 | ) |

| ( | 2016年4月に次点2回によりフリークラス編入、 2017年2月17日[=0年10か月後]に規定を満たし第76期からC級2組に昇級参加 | ) |

| ( | 2020年10月に次点2回によりフリークラス編入、 2021年9月8日[=0年11か月後]に規定を満たし第81期からC級2組に昇級参加、 第82期からC級1組に、第83期からB級2組に昇級 | ) |

| ( | 2023年4月に次点2回によりフリークラス編入、 2025年4月25日[=2年0か月後]に規定を満たし第85期からC級2組に昇級参加 | ) |

- 棋士編入試験合格によるフリークラス編入後、昇級したケース（4例[39]）

| ( | 2005年11月に編入試験合格によりフリークラス編入、 2009年5月15日[=3年6か月後]に規定を満たし第69期からC級2組に昇級参加 | ) |

| ( | 2015年4月に編入試験合格によりフリークラス編入、 2016年11月17日[=1年7か月後]に規定を満たし第76期からC級2組に昇級参加 | ) |

| ( | 2020年4月に編入試験合格によりフリークラス編入、 2023年5月10日[=3年1か月後]に規定を満たし第83期からC級2組に昇級参加 | ) |

| ( | 2023年4月に編入試験合格によりフリークラス編入、 2024年7月15日[=1年3か月後]に規定を満たし第84期からC級2組に昇級参加 | ) |

##### 規定によるフリークラス編入者の引退
フリークラスに編入した棋士は、下表に示す在籍期限までに上記の「順位戦出場条件」を満たす成績に達しなかった場合、進行中の全対局を完了した時点で引退となる。
|                          | フリークラス編入棋士の在籍期限（いずれか早い方）                | フリークラス編入棋士の在籍期限（いずれか早い方） |
| ------------------------ | --------------------------------------------------------------- | ------------------------------------------------ |
| 順位戦陥落 の場合        | フリークラス編入後 10年以内                                     | 満60歳の誕生日を迎える年度が 終了するまで        |
| 三段リーグ次点2回 の場合 | フリークラス編入後 10年以内 (10月1日付昇段者の場合、10年半以内) | 満60歳の誕生日を迎える年度が 終了するまで        |
| 棋士編入試験合格 の場合  | フリークラス編入後 10年以内 (10月1日付昇段者の場合、10年半以内) | 満60歳の誕生日を迎える年度が 終了するまで        |

ただし、他の棋戦での対局が予定されている、もしくは連盟が定める「棋戦ごとの参加条件」（下表）を満たして棋戦に参加する場合には、引退が先送りされフリークラス棋士として当該棋戦にのみ参加できる。
引退年齢に達したフリークラス編入者の棋戦参加条件
当初、フリークラス棋士は引退条件を満たした場合には引退を余儀なくされていたが、フリークラス引退規定の改定により、引退年齢に達したフリークラス編入者であっても、各棋戦ごとに定められた参加条件を満たしている場合には、該当する棋戦のみに参加できる。このフリークラス引退規定の改定は2010年7月9日より適用された。この棋戦参加条件は「フリークラス編入者」に適用され、「宣言によるフリークラス棋士」には適用されない。
| 棋戦名     | 棋戦名                               | 次期の棋戦参加条件                                 |
| ---------- | ------------------------------------ | -------------------------------------------------- |
| タイトル戦 | 竜王戦                               | 4組以上在籍 (5組在籍の棋士は2年間に限り参加できる) |
| タイトル戦 | 王位戦※ 王座戦 棋王戦 棋聖戦 王将戦※ | 本戦ベスト4以上 ※リーグ戦は残留                    |
| 一般棋戦   | 朝日杯 NHK杯戦                       | 本戦ベスト4以上                                    |
| 一般棋戦   | 銀河戦                               | 優勝・準優勝者                                     |

以上の参加条件は、フリークラス編入者の在籍期限最終年度に進行中の棋戦において、在籍期限経過後に条件を満たした場合にも適用される。
この制度によって出場を続けることになったのは、2019年度に第33期竜王戦で5組での残留を決め竜王戦のみの出場資格を得た藤倉勇樹が初である。また同年度、桐山清澄も藤倉と同条件で竜王戦のみ出場資格を得た。
藤倉と桐山は揃って翌期の第34期竜王戦でも5組での残留を決め、2期連続で竜王戦（5組）にのみ参加するフリークラス棋士として現役続行となった。続く第35期竜王戦では両者とも4組昇級が現役続行の条件であったが、両者ともランキング戦・昇級者決定戦を初戦敗退し、残留決定戦を最後に引退となった（両者とも残留決定戦を敗退し6組降級扱い）。
2022年度末に引退年齢(年限)に達した川上猛は、同年度中の第35期竜王戦5組ランキング戦で準優勝し第36期から4組昇級となり、竜王戦4組在籍中に引退年限に到達した初のフリークラス編入者となった。フリークラス編入者は在籍年限経過後でも竜王戦の5組で2年間参加できる（6組への降級時を除く）ため、第36期で4組に残留した川上は、第37期で4組から5組へ降級する場合でも第38期までの参加可能が確定している。
フリークラスを経ずに即時引退となる場合
上記の規定により、C級2組の棋士が「満60歳の誕生日を迎えた年度以降にC級2組から降級」し、かつ、「他の棋戦での参加資格を満たさないことが確定」した場合は、原則としてフリークラスを経ずに即時引退となる。

#### フリークラス宣言（転出）
翌期のB級1組以下の棋士は、順位戦終了後から年度末の間に「フリークラス宣言」を行うことができる（以下の年齢条件を満たす場合に限る）。
「フリークラス宣言」を行なった棋士は、フリークラス転出者として扱われ二度と順位戦に出場することはできないが、順位戦以外の公式棋戦に参加できる。
フリークラス転出者（宣言棋士）は、原則として定年・引退となる65歳、または規定の年数まで現役棋士として活動を続けられる。
規定の年数は次の通りに算出される。
1. フリークラス宣言を行った全ての棋士について「順位戦在籍可能な最短年数」(以下「年数」と表記、下表参照)までフリークラスに在籍できる。
2. 上記の期間中に満65歳となる棋士は、「年数」を満了した時点で引退となる。
3. 上記の「年数」が経過した時点で64歳以下の棋士は、さらに最長15年間フリークラスに在籍できる。

- 上記の「年数」経過時に満49歳以下の棋士は「年数」経過時から15年間フリークラスに在籍できる。
- 上記の「年数」経過時に満50歳以上64歳以下の棋士は満65歳を迎える年度までフリークラスに在籍できる。

※ 引退要件に該当する「フリークラス編入者の棋戦参加条件」は適用されない。
| 宣言しない場合の 「翌期クラス」 | 宣言しない場合の 「翌期クラス」 | B級 1組                                                                        | B級 2組                                                                        | B級 2組                                                                        | C級 1組                                                                        | C級 1組                                                                        | C級 2組                                                                        | C級 2組                                                                        | C級 2組                                                                        |
| ------------------------------- | ------------------------------- | ------------------------------------------------------------------------------ | ------------------------------------------------------------------------------ | ------------------------------------------------------------------------------ | ------------------------------------------------------------------------------ | ------------------------------------------------------------------------------ | ------------------------------------------------------------------------------ | ------------------------------------------------------------------------------ | ------------------------------------------------------------------------------ |
| 上記「翌期クラス」の降級点      | 上記「翌期クラス」の降級点      | -                                                                              | 降級点 なし                                                                    | 降級点 1                                                                       | 降級点 なし                                                                    | 降級点 1                                                                       | 降級点 なし                                                                    | 降級点 1                                                                       | 降級点 2                                                                       |
| 順位戦在籍可能 最短年数         | 順位戦在籍可能 最短年数         | 8年                                                                            | 7年                                                                            | 6年                                                                            | 5年                                                                            | 4年                                                                            | 3年                                                                            | 2年                                                                            | 1年                                                                            |
|                                 |                                 |                                                                                |                                                                                |                                                                                |                                                                                |                                                                                |                                                                                |                                                                                |                                                                                |
| 上記の 年数経過時 の年齢        | 満49歳以下                      | さらに15年後の年度末まで フリークラスに在籍 （進行中の出場棋戦が終了するまで） | さらに15年後の年度末まで フリークラスに在籍 （進行中の出場棋戦が終了するまで） | さらに15年後の年度末まで フリークラスに在籍 （進行中の出場棋戦が終了するまで） | さらに15年後の年度末まで フリークラスに在籍 （進行中の出場棋戦が終了するまで） | さらに15年後の年度末まで フリークラスに在籍 （進行中の出場棋戦が終了するまで） | さらに15年後の年度末まで フリークラスに在籍 （進行中の出場棋戦が終了するまで） | さらに15年後の年度末まで フリークラスに在籍 （進行中の出場棋戦が終了するまで） | さらに15年後の年度末まで フリークラスに在籍 （進行中の出場棋戦が終了するまで） |
| 上記の 年数経過時 の年齢        | 満50歳以上 満64歳以下           | 満65歳を迎える年度末まで フリークラスに在籍 （進行中の出場棋戦が終了するまで） | 満65歳を迎える年度末まで フリークラスに在籍 （進行中の出場棋戦が終了するまで） | 満65歳を迎える年度末まで フリークラスに在籍 （進行中の出場棋戦が終了するまで） | 満65歳を迎える年度末まで フリークラスに在籍 （進行中の出場棋戦が終了するまで） | 満65歳を迎える年度末まで フリークラスに在籍 （進行中の出場棋戦が終了するまで） | 満65歳を迎える年度末まで フリークラスに在籍 （進行中の出場棋戦が終了するまで） | 満65歳を迎える年度末まで フリークラスに在籍 （進行中の出場棋戦が終了するまで） | 満65歳を迎える年度末まで フリークラスに在籍 （進行中の出場棋戦が終了するまで） |
| 上記の 年数経過時 の年齢        | 満65歳以上                      | 「年数」を満了した年度末で引退 （進行中の出場棋戦が終了するまで）              | 「年数」を満了した年度末で引退 （進行中の出場棋戦が終了するまで）              | 「年数」を満了した年度末で引退 （進行中の出場棋戦が終了するまで）              | 「年数」を満了した年度末で引退 （進行中の出場棋戦が終了するまで）              | 「年数」を満了した年度末で引退 （進行中の出場棋戦が終了するまで）              | 「年数」を満了した年度末で引退 （進行中の出場棋戦が終了するまで）              | 「年数」を満了した年度末で引退 （進行中の出場棋戦が終了するまで）              | 「年数」を満了した年度末で引退 （進行中の出場棋戦が終了するまで）              |

ここでいう「順位戦在籍可能な最短年数」とは、仮に当該棋士がそのまま順位戦に在籍し続け、連続して降級・降級点付与の対象になったものとして、フリークラスに陥落するまでの最短の年数のことである（表参照）。宣言フリークラス棋士の場合に、宣言から引退するまでの期間が最も長くなる場合（表の年数を含める）は23年（=8年+15年）、つまり「フリークラス宣言がB級1組 在籍時」かつ「宣言時の年齢が満42歳以下（宣言から23年後の年齢が満65歳以下）」）となるが、この条件を満たす例は過去になく、B級1組在籍時に最も若い年齢で宣言した例は、当時46歳の森内俊之である。また、C級1組以上の在籍者がフリークラス宣言をした事例も少なく、フリークラス制度導入後の1994年度以降で下記の5例のみ（うち引退者4人、2018年度終了時点）である。この例での引退者はいずれも規定年限到達前に引退しており、早期にフリークラス宣言した場合に規定年限一杯まで現役継続した例はない。
順位戦上位（C級1組以上）在籍時にフリークラス宣言をした例
（2018年度終了時点で該当者5人、うち4人引退。年齢は年度末時点）
| ( | 第55期終了時(1997年3月)に42歳で宣言、 2017年3月31日(宣言から20年後)まで在籍可（宣言翌期「C級1組 降級点なし」） →2004年3月31日引退（宣言から7年後の引退） | ) |

| ( | 第55期終了時(1997年3月)に50歳で宣言、 2012年3月31日(宣言から15年後)まで在籍可（宣言翌期「B級2組 降級点1」） →2011年8月19日引退（宣言から14年後の引退） | ) |

| ( | 第56期終了時(1998年3月)に54歳で宣言、 2009年3月31日(宣言から11年後)まで在籍可（宣言翌期「B級1組」） →2003年12月18日引退（宣言から5年後の引退） | ) |

| ( | 第60期終了時(2002年3月)に54歳で宣言、 2013年3月31日(宣言から11年後)まで在籍可（宣言翌期「B級1組」） →2009年3月31日引退（宣言から7年後の引退） | ) |

| ( | 第75期終了時(2017年3月)に46歳で宣言、 2036年3月31日(宣言から19年後)まで在籍可（宣言翌期「B級1組」） 現役継続中 | ) |

#### フリークラス宣言とフリークラス編入との対比
順位戦在籍中の棋士が順位戦での対局から外れる場合、「フリークラス宣言」によるフリークラスへの転出、または、順位戦からの降級によるフリークラスへの編入、の二通りのケースがあるが、これらの明確な違いとして
- 「フリークラス宣言」による転出を行なうと、順位戦への復帰は不可能となる（「フリークラス編入」の場合は順位戦への復帰規定あり）。
- 「フリークラス宣言」による転出を行なうと、「制度上の定年」までの期間が「フリークラス編入」の場合と比べて最大5年間延長される。

の二点が挙げられる。
フリークラス制度が導入された当時の背景として、
(1) 順位戦の参加人数が増大し主催者から制度改革が求められていたこと
(2) 正当な理由により棋士が順位戦に参加不可であっても原則として全局不戦敗扱いとなることへの対応
の問題を抱えていたことが挙げられる。
(1)順位戦の参加人数問題に対しては、「順位戦改革委員会(平成4年設置)」での議論の中で、かつて加藤治郎名誉九段が唱えた「第2現役制度」という案が提起されたことが制度導入の端緒となった。この制度案は、順位戦に不出場でも棋士が現役継続可能で、順位戦の参加人数を減少させることが特徴であり、現行の「フリークラス宣言」制度の骨子となっている。
また、(2)の問題を抱えていた棋士として飯田弘之の例が挙げられる。飯田は現役棋士でありながら大学院での人工知能研究を行なっており、この研究により政府派遣研究員としてオランダ派遣されることになったが、この海外派遣に伴う順位戦への休場申し出に対して制度上の特例が認められず、飯田は第51期順位戦で「C級2組全局不戦敗」を余儀なくされた。
これらの問題解消として、プロである将棋棋士が自ら順位戦を離れることを認める制度を設けることで順位戦参加人数の減少を図り、その一方、該当者への恩典として棋士引退となる定年までの年数を最大5年間延長させる制度を盛り込み、順位戦からの降級者が編入される「フリークラス編入」と差別化したことが、「フリークラス宣言」の特徴である。

### 過去の順位戦陥落
1994年から制度導入されたフリークラス制度ができる以前に、最も低いクラスで成績が悪く順位戦陥落した棋士の中に、「奨励会三段リーグ」に編入されてリーグ戦を戦った者が複数名いた。その中で3名の棋士が「三段リーグからC級2組への再昇級」を果たしている。

## 順位戦クラスに基づく他棋戦でのシード
順位戦に在籍するクラスに基づき、他棋戦におけるシードなどは次のとおりとなる。
※「本戦シード」の場合、当該棋戦の予選などを免除された「本戦からの参加」を表す。
| ( | ブロック戦 最上位 | ) |

| ( | 順位上位は 2回戦から | ) |

## 順位戦の歴史
- 1935年（昭和10年） - 東京日日新聞（現在の毎日新聞社）の主催で、第1期名人戦の特別リーグ戦が開始される。
- 1946年（昭和21年） - 第1期順位戦が開始される。八段の棋士をA級、七段・六段をB級、五段・四段をC級とする3クラス制であった。持ち時間は各7時間。
- 1947年（昭和22年） - 第2期から、成績上位4名（第2期のみ[出典 40]持ち点制度による上位4名、第3期以降はA級上位3名とB級1位）の計4名によるパラマストーナメントで挑戦者決定戦を行った。第2期の全対局と第3期以降の決勝戦は三番勝負。挑戦者決定戦は第4期まで行われた。このルールのため第2期では大山康晴が順位戦史上唯一のB級からの挑戦者となっている。
- 1948年（昭和23年） - 第3期より、C級を1組と2組に分割、A級を10名、B級とC級1組を20名とする定員制をもうける。
- 1949年（昭和24年） - 名人戦・順位戦の主催が毎日新聞社から朝日新聞社に移る。
- 1950年（昭和25年） - 第5期より、挑戦者決定戦が廃止されA級優勝者を挑戦者とした。
- 1951年（昭和26年） - 次年度第7期からB級を1組と2組に分割へ。現在に至る「5クラス制度」確立。B級1組以下を原則定員13名の総当たり制とした。
  - この年度の第6期B級については、A級昇級者を除く指し分け者を次期第7期のB級1組に、負け越し者を次期B級2組へ編入する移行措置とした。
  - この年度の第6期C級1組については、1位を次期第7期のB級1組への特進昇級とし、2-3位を次期B級2組への昇級とする移行措置とした。
- 1953年（昭和30年） - 順位戦における千日手規定の改定[出典 41]。
  - 順位戦の千日手は翌日指し直し、持ち時間を各5時間とする。
  - 順位戦で千日手が2回連続で成立したときは今まで通り、持将棋と同じく双方半星（0.5勝）とする[50]。
- 1954年（昭和29年）
  - 順位戦を含めた各棋戦において、持将棋および2回連続千日手が生じた場合にも勝敗を決することとし、双方半星（0.5勝）とする規定を廃止[51]。
  - 第9期のC級2組を、年度途中から変則的に関東・関西に二分して、1人12局の対局（重複あり）として実施（C級1組昇級は東西1位の2名）。
- 1956年（昭和31年） - 第11期のC級2組を、この期のみ関東・関西に二分して、1人12局の対局（重複あり）として実施（C級1組昇級は東西1位の2名、および2位東西決戦の勝者）。
- 1962年（昭和37年） - 第17期より、B級2組以下で降級点制を導入。B級2組、C級1組は降級点2回、C級2組は3回で降級。
- 1963年（昭和38年） - 第18期より、B級2組以下の対局数を最大12局とする。A級、B級1組の総当たりは変更なし。
- 1967年（昭和42年） - 第22期より、順位戦の持ち時間を各6時間に短縮（変更前は各7時間）。
- 1971年（昭和46年） - 順位戦の制度改革の議論が長引き、第26期のB級1組以下は1人8局の対局として11月から開始。この期のみB級2組以下の降級点付与なし。
- 1972年（昭和47年） - 第27期より、A級とB級1組は総当たり、B級2組以下は1人10局の対局となる。
- 1976年（昭和51年） - 名人戦の契約について日本将棋連盟と朝日新聞社が抗争となり、名人戦・順位戦の主催が毎日新聞社に戻る。この際、「順位戦」の名称がなくなり、A級を「名人戦挑戦者決定リーグ」、B級1組以下を「昇降級リーグ（1組 - 4組）」と改称された。順位戦と名人戦の期数表記を一致させることになったため、直近の順位戦（1976年度）の期数表記は第30期であったが、次の期の期数は第36期となった（このため第31-35期の順位戦は存在しない）。このとき、挑戦者決定リーグ（順位戦）の開始が遅れて12月からとなり、昇降級リーグの開始は翌年4月以降からとなった。このため第36期順位戦は1978年度の棋戦として、1976年12月から翌々年1978年3月までの1年以上の期間に渡り行われ、第36期名人戦は1978年3月から実施された。したがって、「1977年度の名人戦」は実施されず、また1976-1977年中に実施された順位戦は第36期（1978年度）に含められるため「1977年度の順位戦」は存在しない。
- 1981年（昭和56年） - 第40期より、昇降級リーグ戦4組（現・C級2組）の降級点制を廃止。
- 1983年（昭和58年） - 第42期より、昇降級リーグが組ごとに同日一斉対局となる。
- 1985年（昭和60年） - 第44期より「順位戦」の名称が復活。A級からC級2組の5クラスの名称に戻る。
- 1987年（昭和62年） - 第46期より、C級2組の降級点制が復活。
- 1994年（平成6年） - 第53期より、順位戦に参加しない「フリークラス制度」開始。C級2組から降級した棋士の他、B級1組以下からフリークラス宣言をした棋士が所属する。
- 1997年（平成9年） - 奨励会三段リーグに次点の制度が設けられる。三段リーグで次点を2回とった場合、フリークラスの棋士になる権利を得る。
- 2006年（平成18年） - 前年の瀬川晶司のフリークラス編入を受け、アマチュア選手・女流棋士のフリークラス編入制度が正式化される。
- 2007年（平成19年） - 第66期より、名人戦・順位戦の主催が毎日新聞社[1]・朝日新聞社[1]の共催となる。
- 2008年（平成20年） - 第67期より、順位戦昇級による昇段日がこれまでの「翌年度4月1日」から「昇級が決まった日」に規定改定。
- 2014年（平成26年） - 第72期A級最終戦一斉対局が静岡県静岡市葵区の浮月楼で将棋名人戦第0局と銘打ち指された。最終一斉対局が将棋会館以外で行われるのは、初[出典 42]。
- 2014年（平成26年） - 第73期C級2組の人数が50人の多数となり、25局の一斉対局は東京将棋会館と関西将棋会館の両方を合わせて困難なため、組ごとの同日一斉対局ではなく、3月の最終戦を除き分割開催となる（第73期-第74期は2日連続の開催で2月の対局は一斉開催だったが、第75期より日程は基本的に7日間隔で、2月も分割開催に変更）。また、B級1組以下の対局日は曜日固定だが、B級2組は木曜日から水曜日に変更された。このほか、B級1組以下は4月に決定していた全対局日程を3回に分けて決定することとなった[出典 43]。
- 2016年（平成28年） - 第75期より、B級2組以下は持ち時間がチェスクロック方式（消費時間60秒未満切捨てなし）の6時間になった。また昼と夕方の食事休憩が50分から40分に短縮された。
- 2018年（平成30年） - 前年度（第75期）の将棋ソフト不正使用疑惑騒動の余波で参加者が11名となった 第76期A級において、全員が指し分け（勝敗が同数）となる可能性が浮上した。指し分けの規定が定まっておらず、第27期A級では順位下位者の指し分け残留が発生していたが、今期からは指し分けであっても条件に該当していれば降級することが主催者間で確認された（A級においてプレーオフを勝ち抜き、挑戦者となった場合を除く）[出典 44]。
- 2018年（平成30年） - 第76期A級最終戦一斉対局が再び浮月楼にて開催される[出典 45]。第77期も浮月楼での開催が予定されており[出典 46]、今後A級最終戦一斉対局は浮月楼での開催が定着する見込みである。
- 2018年（平成30年） - 第77期より、B級2組以下で全勝者が昇級枠を超えた場合、全員が昇級すること、降級点が消える場合と付く場合が同時に起こった場合、降級点を消してから追加されるため相殺されることが規定された[12]。
- 2019年（令和元年） - 第70回棋士総会において、第79期より、B級1組・2組の降級枠（B級2組・C級1組の昇級枠）が2人から3人に変更。降級点の割合を、B級2組では「5人に1人」から「4人に1人」に、C級1組では「5人に1人」から「4.5人に1人」に変更[52]。また今後5年ごとに、昇級・降級・降級点制度の見直しを実施していくこと（次回見直しは2025年度の第84期）、C級2組の降級点もフリークラス制度とともに将来的な課題として何かしらの見直しを行う方向とした[52]。
- 2020年（令和2年） - 第78期A級順位戦最終局が浮月楼で開催されるが、名称から名人戦第0局が外され「将棋界の一番長い日」に変更された[出典 47]。
- 2020年（令和2年） - 第71回棋士総会において、第80期からのC級2組の降級点が「5人に1人」から「4.5人に1人」に変更[出典 48]。
- 2021年（令和3年） - 第80期は2020東京オリンピックの関係でB級1組以下は5月開始[出典 49]。
- 2022年（令和4年） - 第81期より、B級1組も持ち時間がチェスクロック方式（消費時間60秒未満切捨てなし）の6時間になり、ストップウォッチ方式はA級のみとなった。また、東京将棋会館、関西将棋会館に次ぐ公式対局拠点として名古屋将棋対局場を開設した[出典 50][出典 51]。

## テレビ・WEB中継および棋譜中継
順位戦のテレビ中継は、NHKが衛星第2 (BS2)において「将棋界の一番長い日」と題してA級順位戦最終9回戦一斉対局を放送した。確認できる古い放送回では、1997年3月3日に午前10時、午後4時からの各2時間、午後8時から深夜12時まで（終局まで延長対応）の4時間の計3回に分け断続的に放送が行なわれている。その後NHKでの順位戦テレビ中継はNHK BSプレミアムに引き継がれ、2012年まで毎年同時期に生放送された。2013年-2015年は生中継は行わず、3月最終週の日曜日の将棋番組時間枠でダイジェスト版を放送した。
NHK以外の媒体による順位戦の映像による生中継としては、2013年に3月1日から3月2日にかけてスカパー!、スカパー!プレミアムサービス（BSスカパー!、スカチャン、スカパー!プロモ100・200・599、囲碁・将棋チャンネル）にて順位戦A級最終局「将棋界の一番長い日」全5局の完全生中継を実施した。スカチャンとスカパー!プロモでは最終戦の全試合をそれぞれのチャンネルごとに完全生中継、BSスカパー!と囲碁・将棋チャンネルでは全試合の動向をマルチ画面や、森内俊之名人ほか棋士による解説などを交えて長時間ノーカットの実況を行った。司会は戸塚貴久子。スカパー!（囲碁将棋チャンネル）での順位戦中継は2014年・2015年においても放送された。
2016年はニコニコ生放送でA級順位戦最終局が全曲生中継で配信された。ニコニコ生放送ではドワンゴの叡王戦主催降板まで将棋公式戦の一部対局の生中継が続けられた。
2017年2 - 3月にかけては、同年2月にオープンしたABEMA将棋チャンネルにて、順位戦（A級およびB級1組）の生中継が行われた。2017年4月以降も主に藤井聡太が登場する対局を中心に、一部の対局はABEMAで中継され、A級順位戦最終対局についても一部ないし全局の対局中継が行われている。
2021年度より、YouTube「囲碁将棋TV-朝日新聞社-」チャンネルにて、朝日新聞社が主催の棋戦である名人戦及び順位戦、朝日杯将棋オープン戦の対局をピックアップして生中継されている。

### 名人戦棋譜速報
順位戦および名人戦の棋譜中継については、日本将棋連盟のアプリ「日本将棋連盟ライブ中継」でA級順位戦を中心に一部対局が中継されるほか、ウェブサイト「名人戦棋譜速報」（www.meijinsen.jp、(要購読契約)）において棋譜中継が実施されている。現行のウェブサイトは、棋戦主催社である朝日新聞社、毎日新聞社の2社により2007年6月1日から運営されているが、2006年の主催社移行問題以前においては2003年5月から、毎日新聞社の自社ウェブサイト内において運営されていた（www.mainichi.co.jp/shougi/、(要購読契約)）。

## エピソード
全クラスで1期抜け昇級(第81期)
第81期順位戦では、下位クラスからの昇級1年目での連続昇級達成者（1期抜け）が、A級からC級2組までの全クラスにおいて1名ずつ出ている。1期抜けの達成者はA級の藤井聡太（名人獲得）、B級1組の中村太地（次期A級）、B級2組の大橋貴洸（次期B級1組）、C級1組の渡辺和史（次期B級2組）、C級2組の古賀悠聖（次期C級1組、フリークラス編入から第81期C級2組に昇級）の各クラス1名の5名。

### A級
升田対大山「高野山の決戦」（第2期）
塚田正夫名人への挑戦権を争う第2期順位戦（1947年度）では、持ち点制度による成績上位4名によるパラマストーナメントで名人挑戦者決定戦が行われた。1回戦の花田長太郎（A級3位）対大山康晴（B級1位）は、花田が病気で欠場（それから間もなく1948年2月28日に死去）。2回戦の三番勝負・大野源一（A級2位）対大山は、大山が2勝1敗で制する。そして、決勝三番勝負の升田幸三（A級1位）対大山は、和歌山県・高野山の金剛峯寺と普門院で行われた。これが「高野山の決戦」である。1勝1敗で迎えた第3局の終盤は升田の勝勢となる。大山が△8七同飛成（138手目）で升田の玉に王手をした局面、▲5七桂と合駒をしていれば升田の勝ちであったが、升田が指した手は▲4六玉とかわす大悪手。急転直下で3手後に升田の投了となる。升田は「錯覚いけない、よく見るよろし」の言葉を残す。なお、大山は塚田との七番勝負で2勝4敗で敗れ、この期での名人獲得はならなかった。
加藤一二三最短記録で18歳のA級へ（第18期）
初の中学生棋士となった加藤一二三は、C級2組からA級まで1期抜けを果たし18歳3ヶ月でA級八段となり、「神武以来の天才」と呼ばれた。その後、第81期に藤井聡太が19歳でA級へ昇級するまで64年もの間、10代のA級棋士は現れていなかった（八段昇段の最年少記録は2020年に藤井聡太が18歳1ヶ月で更新したが、A級昇級の最年少記録は現在でも加藤である）。当の加藤にとって最初のA級順位戦は、4勝5敗と負け越しを喫するも、2期目となる第19期では6勝2敗で最年少（20歳）の名人挑戦者となる。大山康晴名人に挑戦したが、1勝4敗で敗退した。第20期では3勝6敗で降級を喫し、初の前期挑戦者の降級となった。名人になったのは、3度の降級3度の昇級、2度の挑戦を経た、初挑戦から22年後の1982年であった。
中原誠最短記録で名人に（第26期）
中原誠は、1966年の第21期にデビューすると前述加藤と同様最短記録タイとなる4期でA級となる。またA級在位2期目の第26期に8戦全勝で加藤と同じく挑戦者最短記録（6期）を達成する。13期連続名人の大山康晴に挑戦し、4勝3敗のフルセットで順位戦初参加より最短で名人襲位を果たした。その後9連覇を果たす。
降級点経験者がA級昇級（第39期）
木村義徳は、予備クラス3期目に関西優勝を果たすも、関東代表の父の弟子木村嘉孝に敗れ昇段を逃し、5期目に関東優勝で関西代表板谷進に勝ち昇段を果たし、17期より順位戦に参加した。21期にC級1組、23期にB級2組、25期に10勝2敗を挙げB級1組に昇級となるも、26期には1勝10敗の最下位で即降級となった。27期には降級点を取り、28期に降級点を消すなど昇級に絡まない成績が続くも、37期にB級1組に返り咲き、翌38期には10勝2敗の好成績を挙げ、初のA級昇級を果たした。降級並びに降級点を取ったものがA級になったのは初で、また45歳の初A級昇級となった。しかしながら、39期は0勝9敗の最下位で降級となり、40期も1勝10敗の最下位に終わりB級2組に降級すると、49期の引退まで同級に止まり、A級に返り咲くことはなかった。A級経験者唯一の勝ち星なし、B級1組では昇級か降級しかないという記録を残した。
大混戦の末大山康晴が最年長記録の挑戦者に（第44期）
前期に大山康晴が休場のため張出となり、11名によるA級リーグとなった。そのため10戦となったが、実力伯仲のため4勝6敗の森安秀光と勝浦修と青野照市が降級となる。6勝4敗の張出大山康晴と7位加藤一二三と4位米長邦雄による3人のプレーオフとなった。他残留の5名は5勝5敗の指し分けであった。第1戦は大山と加藤で行われたが千日手となり、同日再対局を大山が勝利。第2戦は、大山と米長で指され大山が勝利する。63歳の大山の名人挑戦は最年長記録。大山は中原誠名人に1勝4敗で敗れその後挑戦することは叶わなかった。
大山康晴、69歳でプレーオフ進出(第50期)
第50期では8局が終わった段階で6勝2敗の順位2位谷川浩司と6位高橋道雄が挑戦に近づく。5勝3敗の4位南芳一と7位大山康晴は、自身が勝利し上位2名共が敗れればプレーオフ進出。最終局の9局目で大山が谷川に勝利し、それぞれ6勝3敗で終える。高橋は、負ければ降級の塚田泰明に敗れ6勝3敗でプレーオフへ、南は降級が既に決まっていた内藤國雄に勝利し、4人が6勝3敗で並ぶ史上二度目の4人プレーオフとなった。第1戦は大山と高橋で行われ高橋が勝利。続く高橋と南で行われた第2戦は23時20分に千日手が成立。即日指し直しとなり翌3時過ぎに高橋が勝利。第3戦の高橋谷川戦も高橋が勝利し初の名人挑戦を果たす。なお、中原誠名人に挑戦した高橋は、第4局まで3勝1敗で名人位獲得へあと1勝と迫るも、そこから3連敗を喫し奪取することは叶わなかった。プレーオフ進出も敗退した大山は、翌期にA級在籍のまま在位最年長記録の69歳で逝去した。
深浦康市の不運（第53期 - 第65期）
深浦康市は第53期（1994年度）C級2組順位戦で、9勝1敗の4位（次点）と昇級枠の3人に入れなかった。このとき、10戦全勝が1名（久保利明）、9勝1敗が4名であった。第58期（1999年度）B級2組順位戦では深浦を含む3人が9勝1敗で並び、順位が下の深浦は次点となった。いずれも、頭ハネ（同じ勝ち星の棋士同士ではリーグ表の上位を優先）である。B級2組以下の順位戦において、9勝1敗の成績で昇級を2度逃した棋士は順位戦史上、深浦だけである。それから5年後の第63期（2004年度）で、初めてA級順位戦を戦う。深浦を含み5名が4勝5敗で終えたが、深浦は昇級直後でリーグ表順位が下位のためB級1組に降級。しかし、次期のB級1組で圧倒的な成績（10勝2敗）を収め、A級に即復帰する。そして迎えた第65期（2006年度）A級順位戦では、深浦を含む6名が4勝5敗で並び、前々期と同様、下位のため降級した。4勝の成績でA級から2度陥落した棋士も深浦だけである。
8勝1敗で挑戦逃す（第64期）
第64期（2005年度）のA級は8勝1敗の2名（谷川、羽生）で挑戦者決定のプレーオフが行われることになった。A級で8勝1敗が複数名発生するのは史上初、プレーオフでは谷川が勝ち、敗れた羽生は8勝1敗の成績を収めながら名人挑戦を逃した。
A級が全員タイトル経験者に（第69期→第70期）
第69期（2010年度）は木村一基（当時タイトル経験なし）がA級から陥落し、B級1組からは佐藤康光（当時タイトル12期、永世棋聖資格者）と屋敷伸之（当時棋聖3期）がA級に昇級した。これにより第70期のA級リーグ表は、史上初めてタイトル経験者だけで埋まった。

タイトル二冠の降級（第70期）
第70期（2011年度）では、久保利明二冠（棋王・王将）がA級からB級1組へ降級となった。タイトルホルダーが降級した例は過去にもあるが、タイトル二冠の降級は史上初。但し二冠とも直後に失った。
三浦弘行の地位保全（第75期）
三浦弘行は第75期（2016年度）を2期ぶり15期目のA級で迎え、当初3連敗したものの4回戦の対渡辺明戦で初勝利。しかし当該対局の直後に、将棋ソフト不正使用疑惑が指摘され、これにより三浦は2016年10月13日から同年12月31日まで出場停止処分を受けた。しかしその後疑惑が晴れたことで、日本将棋連盟は、同処分によって不戦敗となるはずだった順位戦の対局（5回戦・対屋敷伸之戦および6回戦・対行方尚史戦）を保障する必要が生じ、三浦の処遇として、当期順位戦5回戦以降は不戦敗として計上せず（1勝3敗5不戦）、他の棋士の成績にかかわらず翌76期もA級（11位）に据え置き、当期A級の降級枠は1名のみとすることにした。結果、森内俊之が佐藤康光と同星（3勝6敗）ながら頭ハネで陥落、そのままフリークラス宣言をし順位戦を引退した。
史上初の6名によるプレーオフおよびタイトルホルダーの陥落（第76期）
前述の三浦弘行の地位保全によって第76期A級順位戦は通常より1名多い11名で行われる運びとなり、久保利明・豊島将之の6勝3敗、稲葉陽・広瀬章人・佐藤康光の5勝4敗、抜け番で6勝4敗確定の羽生善治が居る状態でA級順位戦最終局一斉対局の2018年3月2日を迎えた。静岡県の浮月楼で行われたこの一斉対局で、広瀬が豊島を、残留がかかっていた深浦康市が久保を下し、佐藤は既に降級が決まっていた屋敷伸之に勝利、稲葉も残留をかけた行方尚史に勝利したことで、6勝4敗6名によるプレーオフが発生した。なお、当期は8回戦終了時までは、11人全員が（5勝5敗で）指し分ける可能性も有った大混戦であった。
挑戦に最も近づいていた久保・豊島（両者とも勝っていれば2人だけのプレーオフ、どちらか一方のみが勝っていれば挑戦者決定であった）はどちらも共にB級1組から昇級した直後で順位が低かったため、奇しくもパラマス方式のプレーオフで5勝しなければならない最も不利な立場となってしまった。しかも久保と豊島は第67期王将戦の当事者でまさに七番勝負が進行中であり、この合間を縫わなければならない事態となった。
この両者による初戦の対局日程はA級順位戦最終日の2日後の3月4日に関西将棋会館でとなり、両者は即座に大阪へ移動し対局に臨んだ。結果は豊島の勝利となり、2回戦進出。その翌日昼には王将戦第5局（3月6・7日）のため島根県大田市三瓶温泉へ移動して再び両者が対局、こちらも豊島が勝って豊島から見て2勝3敗となり、王将戦第6局（3月14・15日、松本市）の開催が確定。豊島は王将戦が終わった翌8日に大阪へ戻り、中1日の3月10日に佐藤と対局し勝利、さらに翌11日に東京へ移動して12日に東京で広瀬との対局に臨み、勝利。そのまま翌13日に松本へ移動し、14・15日の第6局に臨んだが敗れて王将奪取は叶わなかった。さらに18日の羽生戦にも敗れ、名人挑戦も叶わなかった。豊島は3月に入ってから羽生に敗れるまで、持ち時間6時間以上の対局だけを18日間で7局こなし、対局も移動も無い日は3月9日と17日の2日だけという過酷極まりないスケジュールとなったが、王将・名人ともに報われない結末となった。結局、3月21日に行われたプレーオフ最終戦の稲葉対羽生の対局で勝った羽生が挑戦者となり、名人戦は2期ぶりの顔合わせ（佐藤天彦名人対羽生）となった。
一方、降級は既に決まっていた屋敷に加え、3勝7敗の行方、そして最終戦で三浦に敗れ4勝6敗で終わった渡辺明棋王（当時）となり8期連続で在籍していたA級から陥落。渡辺は勝てば残留、負けても深浦が負ければ順位の差で残留という残留争いで最も有利な立場ではあったが自身が負け、深浦が勝ったために降級となった。例年より1局多く、降級枠も1枠多かったとはいえ4勝を挙げながら降級したのは第65期の深浦以来11期ぶり、現役タイトルホルダーの降級は郷田真隆王将（当時）以来2期ぶりとなった。
以上のように、当期は星2つの差がプレーオフ進出と降級を分ける稀に見る混戦だった。
平成の王者がついに陥落（第80期）
第80期A級を2勝7敗の成績で終えた羽生善治九段（十九世名人資格保持者）がB級1組へ初の降級となり、1993年のA級昇級（第52期順位戦）から平成の元号中には途切れなかった羽生の連続A級在籍記録（名人在籍期を含む）が連続29期で止まった。
「対局中のマスク着用義務」違反に因る反則負け（第81期）
A級4回戦佐藤天彦九段対永瀬拓矢王座戦において、新型コロナ対策である「臨時対局規定（対局中のマスク着用義務）」に佐藤天彦九段が違反したとして反則負けとなった。全棋戦を通じて初めての適用。
40歳以上のA級棋士がゼロ（第82期）
第81期で53歳の佐藤康光がB級1組へ降級したことに伴い、A級最年長は名人在位の渡辺明39歳になった。第1期名人戦の名人決定特別リーグ時代を含めて、挑戦者決定リーグ・A級リーグに40歳以上の棋士がいないのは史上初となる。
A級順位戦の歴代全勝達成者
これまでの達成者は中原誠（第26期）、森内俊之(第62期）、羽生善治（第70期）、渡辺明（第78期）の4人。この中で羽生は名人挑戦で敗退、他のA級全勝3名は名人奪取を果たしている。

### B級1組
田中寅彦「A級昇級の確率64分の63」（第57期）
第57期（1998年度）のB級1組は、第9回戦終了（残り2局）の時点で田中寅彦（8勝1敗、リーグ表4位）がトップ。2番手の郷田真隆（7勝2敗、リーグ表11位）と3番手の南芳一（6勝3敗、リーグ表2位）が追いかける展開となっていた。すでに互いの直接対決が終わっていたので、残り2局で田中が2連敗し、かつ、郷田と南が2連勝するという「確率64分の1」の事態にならない限り、田中は昇級枠2名の中に入りA級復帰するという状況であった。次の第10回戦で田中は負け、郷田と南は勝ち、「64分の1」が「8分の1」になった。最終の第11回戦でも田中は負け、郷田は勝った。しかし、南が福崎文吾に負けたため、田中のA級復帰が決まった。当時、田中はNHKのテレビ放送で「福崎君に感謝しないと」と語った。
24時間対局（第63期）
2004年6月25日の第63期B級1組、中川大輔対行方尚史では、持将棋指し直しと千日手指し直しが発生したために、当日午前10時から翌朝9時15分までかかった。結果は行方の勝ち。中川はジャケットやワイシャツを脱ぎ、Tシャツ姿で対局した。翌日も対局があるため、対局場を追い出された2人は、控え室でプラ駒、3寸盤で感想戦を行った。記録係は、当時奨励会2級の星野良生。
持ち時間の90%を1手に使う（第64期）
2005年9月2日のB級1組、青野照市対堀口一史座で、堀口が56手目7六歩突きの1手に5時間24分（持ち時間6時間のちょうど90%）の大長考をする。昼食休憩を挟んでいるので事実上はもっと長い。▽7六歩▲同銀▽4九角が狙い筋の局面であった。結果は堀口の勝ち。後日、囲碁・将棋ジャーナルに出演した際、「気力が充実していたから考えられた」との旨を語った。ちなみに局面は、いわゆる「指定局面」と称されている角換わり腰掛け銀の先後同形（38手目）から先手番の青野が仕掛けた以降の応酬であった。将棋フォーカスで紹介された際は井上慶太九段に「プロなら第一感の手」と言われた。
井上慶太「A級復帰の確率64分の63を逃してから、復帰を果たすまで」（第67期）
第57期(1998年度)でA級から降級した井上慶太は早くも翌第58期(1999年度)にA級復帰のチャンスを掴む。残り2局の時点で7勝2敗とし、自身が連敗し、追いかける青野照市、先崎学の両者が連勝するという「確率64分の1」が起きない限りは昇級という状況になる。しかし、残り2局を連敗すると青野、先崎が連勝し7勝4敗の3位で昇級を逃した。次に迎えた復帰のチャンスは第61期(2002年度)。再び残り2局の時点で7勝2敗とし、連勝で復帰を決められる状況になる(1勝1敗の場合は「確率4分の3」、連敗の場合は「確率8分の1」時でA級復帰)。しかし、残り2局を連敗し、連勝した鈴木大介に抜かれ3位で昇級を逃した(もう1人の昇級者は久保利明)。3度目の復帰のチャンスは第67期(2008年度)。この期は大混戦となり、11回戦終了時点で7勝4敗の成績ながら(勝数順で)暫定1位となる。最終13回戦は抜け番(対局なし)のため、自力昇級は無かったものの12回戦は久保利明に勝てば昇級確率は「16分の15」、負けたら「512分の3」になるという大一番となった。結局、この対局を制した結果、同じく12回戦で先に杉本昌隆が敗れていたため、11期ぶりのA級復帰を決めた
A級昇級者2名がタイトル保持者（第68期）
第68期（2009年度）では、B級1組で渡辺明竜王がA級初昇級し、久保利明棋王・王将（昇級決定時点では棋王の一冠）がA級に復帰した。A級昇級者が2名ともタイトル保持者であるのは史上初である。深浦康市王位も昇級争いに加わっていたが、終盤で渡辺との直接対決で敗れた。一方、当時タイトル12期の佐藤康光九段がA級から陥落した。また、この年度はA級以外においても、B級2組で中村修九段(王将2期)がB級1組に復帰し、内藤國雄九段(棋聖・王位各2期)および森雞二九段(棋聖・王位各2期)がC級1組に降級するなど、タイトル経験のあるベテラン棋士の昇降級が集中するという特異な年度となった。
大地震の最中に「A級昇級者決定戦」（第69期）
第69期（2010年度）B級1組は、佐藤康光が最終局を待たずしてA級復帰を決め、残る1つの枠を最終局（2011年3月11日）にて屋敷伸之と松尾歩の直接対決（7勝4敗同士）で争うこととなった。どちらが勝ってもA級初昇級である。その対局の途中で東北地方太平洋沖地震（東日本大震災）が発生。対局場の東京・将棋会館から一同が外に避難し、18時に対局が再開された。なおも余震が続く中での対局であったが、屋敷が勝利。初タイトルから20年経ってからのA級昇級となった。
A級からB級1組への降級者なし（第76期）
第75期のA級順位戦は先述の三浦弘行の特例措置が施されたことによって降級枠が1名だけとなった。そして最終戦の結果、3勝6敗勢の中で一番順位の低かった森内俊之が名人位含めて22期連続維持していたA級から陥落した。その後、森内はフリークラスを宣言したことによって第76期のB級1組にはA級からの降級者が1人もいない状態になり定員13名に対し11名と2人分欠員となった。通常この人数以下の場合、誰も降級することはないが第76期A級順位戦の降級枠が3名となる関係でB級1組の降級枠が1名となった。降級枠が1名というケースは過去にも何度かはあったが、A級からの降級者が1人もいない事態は順位戦史上初めての出来事となった。そして名人2期の経験を持つ丸山忠久が2勝8敗の最下位で降級となり、名人経験者がB級2組に降級するのは第62期の加藤一二三以来14期ぶりとなった。
勝率6割で昇級（第76期）
阿久津主税は、第76期B級1組で6勝4敗（勝率 .600）ながら、2位の成績となり、A級復帰を決めた。勝率6割での昇級は、順位戦各組で史上最低新記録（予選リーグと決勝リーグの2段階に分かれた第3期を除く）。ちなみに第76期名人位挑戦も同じ6勝4敗であり、勝率6割での挑戦もA級順位戦史上最低タイ記録（第44期以来）である。

永世名人が初のB級2組降級（第78期）
第78期B級1組では永世名人資格者である谷川浩司がB級2組への降級が決定した。過去の永世名人資格者はB級2組への降級前に引退やフリークラスに転出しているため、永世名人資格者のB級2組への降級は史上初であった。
B級1組順位戦の歴代全勝達成者
これまでの達成者は丸山忠久（第56期）と渡辺明（第77期）の2名で、A級順位戦の全勝達成者より少ない 。

### B級2組
順位戦最多連勝記録
森内俊之は、1990年（第49期）C級2組2局目で松浦隆一に敗れた後、3局目から10局目まで8連勝。翌1991年（第50期）はC級1組に昇級し、10戦全勝。1992年（第51期）はB級2組に昇級し、9局目の佐伯昌優に敗れるまで8連勝を達成。C級2組からB級2組で最多連勝記録の26連勝を達成した。尚この佐伯の1敗により、9勝1敗で3人が並び頭はねをくらいB級1組への昇級を逃した。
B級2組から順位戦初の5人降級（第74期）
第74期（2015年度）B級2組（参加26人、下位5人に降級点）では、降級点累積者8人のうち5人が成績下位となり、2つ目の降級点を喫して一度に5人がC級1組に降級となった。B級2組以下に降級点制度が導入された第17期（1962年度）以降、B級2組からの降級人数の最多記録は3人（過去3回：第23期〈1968年度〉、第30期〈1975年度〉、第48期〈1989年度〉）、4人以上が降級した事例はC級1組で第62期において一度だけ生じていたが、第74期B級2組の5人降級はこの記録を上回る最多記録（当時）となった。また、同一の順位戦クラスにおける降級点該当者全員が降級点累積者であった事例も、全クラスを通じて史上初であった。同時に5人が降級となった反動で、翌第75期（2016年度）では、残留した降級点累積者2人が共に降級点を免れ、前の期とは一転して「降級者なし」（B級2組では8例目）となった。
なお、第77期C級1組、および、第82期においても5人降級する事例が生じており、また、この降級5人の記録を上回る、史上最多の6人降級の事例が第83期C級1組において生じている。
順位戦全勝の最年長記録を更新（第76期）
第76期（2017年度）B級2組では、当時44歳の野月浩貴が10戦全勝（不戦勝1つを含む）で昇級を決めたが、従来の順位戦における最年長全勝記録は第64期（2005年度）B級2組の畠山鎮・第75期（2016年度）C級1組の横山泰明の2人が記録した36歳であり、野月が大幅に記録を更新した。

順位戦初の「5勝5敗の指し分け」の降級（第83期）
第83期（2024年度）B級2組では、杉本昌隆（降級点1）が「5勝5敗の指し分け」の成績で降級点に該当し降級となった。順位戦で「5勝5敗の指し分け」で降級となるのは全てのクラスを通じて史上初。過去の事例では、第27期順位戦A級（12名・休場1名・全10局で実施）において灘蓮照が降級相当の下位3名の成績ながら「5勝5敗の指し分け」だったことを理由に残留（特例的に降級枠を1減した）とした事例があり（「#降級点」参照）、第83期の事例はそれ以来となる。

### C級1組
9勝1敗で昇級を逃し、昇級を果たせず（第49期）
所司和晴は、順位戦初参加となった45期に1期でC級1組に昇級。その4期目に森下卓と神谷広志の同星の9勝1敗ながら順位差で昇級を逃した。9勝1敗で昇級を逃した初の事態であった。その後は、降級点を取り降級点を消すことを繰り返し、60期にC級2組に降級すると、69期にフリークラス転出しB級2組に昇級することはなかった。
井上慶太、1敗に泣く（第50期）
第50期は村山聖と森内俊之が10戦全勝で昇級したがために、井上慶太が9勝1敗ながらも昇級できなかった。前年の所司に引き続き、9勝1敗で昇級を逃す事態が続いた。井上はその2期後の52期に10戦全勝でB級2組に昇級している。
9勝1敗で昇級を逃す事態が4年で三度（第52期）
第52期は、2人がB級2組へ昇級となり、先述の井上が全勝で昇級し、2人目に9勝1敗の有森浩三となった。同星の丸山忠久とは順位差が1だった。両者は、第51期にC級1組に初参加し6勝4敗の同星、その前期50期はC級2組では9勝1敗の同星でC級1組へ昇級、その前期49期は、有森が8勝2敗で丸山は順位戦初参加で6勝4敗と3期前の成績が順位差となっていた。尚、丸山は翌53期にも9勝1敗を挙げ、B級2組へ昇級を果たした。また同年は、C級2組でも9勝1敗で昇級を逃す事態が発生している。
「将棋界の七不思議」屋敷伸之 14年間の足踏み（第49期～第62期）
屋敷伸之は、順位戦初参加の第48期（1989年度）に9勝1敗・1位の成績を挙げ、1期でC級1組に昇級。そのかたわら、1989年度後期棋聖戦で予選・本戦を連戦連勝し、中原誠棋聖への挑戦者となる。さらに、1990年度前期棋聖戦で中原に連続挑戦して棋聖位を奪取し、史上最年少タイトル保持者（18歳）となる。さらに半年後には棋聖位を防衛し、早くもタイトル通算2期となる。しかし、C級1組からB級2組への昇級には14期もかかることとなり、「将棋界の七不思議」の一つと言われた。この間、8勝2敗が4回、次点（3位）も4回あり、また、3度目の棋聖獲得をも果たしている。第62期（2003年度）C級1組順位戦で9勝1敗で1位となり、ようやくB級2組へ昇級した。
開幕9連勝から昇級を逃す（第81期）
伊藤匠は、順位戦初参加の第80期（2021年度）に9勝1敗・3位の成績を挙げ、1期でC級1組に昇級。第81期においても開幕9連勝を挙げるなど好調であったが、最終局で阪口悟に敗れ、9勝1敗・4位となり昇級を逃す。 B級2組以下において年間10対局となって以降、開幕9連勝から昇級を逃すのは史上初の珍事となった。

C級1組から過去最多の6人降級（第83期）
第83期（2024年度）C級1組（34人、下位7人に降級点）では、降級点累積者8人のうち6人の棋士が成績下位により2つ目の降級点を喫し、C級2組に降級となった。順位戦における降級人数の最多記録は第77期順位戦のC級1組・第82期順位戦のB級2組における5人降級であったが、第83期のC級1組は過去最多の6人降級となった。

### C級2組
アマチュアの参加（第3期～第5期）
現在の順位戦は純粋な棋士のみの棋戦だが、第3期（1948年度）～第5期（1950年度）はアマチュア選手の参加を認めていた。これは、当時の日本将棋連盟が財政難のため、毎日新聞社に名人戦契約金の増額を求める根拠として、棋士の増員を行った一環である。
アマ名人戦上位4名の希望者がC級2組（またはC級乙組）に参加した。1期のみの特別参加だが、成績優秀者はそのまま正規の棋士に編入可能になっていた。1949年に主催が朝日新聞社に代わると、その翌年を最後にアマチュア参加枠は廃止された。
アマチュアの参加者は三好幸男（第3期）、高橋誠司、大前吉章（第4期）、加納和夫、内山龍馬、宮本茂（第5期）の6人。高橋が5勝3敗、加納が7勝5敗と勝ち越したが、プロ編入はならなかった。他の4人は負け越している。
奨励会員の参加（第4期）
第4期のみ、奨励会員から4人が参加した。C級1組に昇級した2人（清野静男、神田鎮雄）は三段から六段に、残留した2人（増田敏二、浅沼一）は二段から四段に昇段して正式に棋士となったので、これも棋士増員の一環だった。
降級点2つ付いたまま昇級（第37期）
木下晃は降級点が2つ付いていてフリークラス陥落の危機という状態だったが、第37期で9勝1敗の成績でC級1組へ昇級した。同様の状態であった窪田義行も第61期にC級1組へ昇級している。
22年間、降級点無し（第41期～第62期)
第41期から順位戦に参加した武市三郎は昇級こそしなかったものの22期にわたって降級点が付かず、当時の将棋界の七不思議の一つとまで言われた。しかし、2004年度の第63期で初の降級点が付くと続く第65期も降級点、第66期は5勝5敗で降級点は免れたものの第67期で3つ目の降級点が付きフリークラスへ陥落。その後、順位戦復帰の成績を収めることができずフリークラスの年齢制限により2014年に引退した。
年齢差59歳の対局（第45期）
1986年8月25日のC級2組、明治生まれ74歳の小堀清一と高校一年15歳羽生善治の年齢差59歳対局が行われた。終了が深夜0時半過ぎに及ぶ熱戦となり、羽生が勝利。午前8時ごろに清掃員にとめられるまで感想戦をしていたという。この勝利で羽生は公式戦14連勝を記録。この後、小堀の順位戦最終結果は2勝8敗となり、この期限りで現役を引退した。
C級2組在籍棋士が初のタイトルホルダーとなる（第51期）
第51期順位戦でC級2組に在籍中の郷田真隆が第33期王位戦を制して王位を獲得した。C級2組在籍棋士がタイトルホルダーになったのは初である。後に高見泰地も同様にC級2組在籍のままで叡王のタイトルホルダーになった。
順位戦はC級2組、竜王戦は1組（第54期、第80期～第81期）
第54期順位戦でC級2組に在籍する先崎学が、第9期竜王戦では1組に在籍した。C級2組在籍棋士が竜王戦1組になったのは初である。後に八代弥も同様にC級2組在籍のままで竜王戦1組になった。その後、先崎は翌期にC級1組へ昇級したが、八代は順位戦も竜王戦も留まったため初の2期以上となった。その後八代は竜王戦１組で優勝した。
制度上最速でフリークラス陥落（第63期）
熊坂学は初参加の第61期順位戦から3期連続で降級点を喫し、制度上最速でフリークラスへ陥落した。フリークラスのまま2015年に引退。

遅刻のペナルティで持ち時間9分となるも勝利（第67期）
中村亮介は遠山雄亮との対局で開始時刻の午前10時に間に合わず遅刻し、午前11時57分に姿を見せ、対局が始まったのは午前11時59分となった。中村は規定により5時間51分のペナルティを科されて持ち時間は9分となり、相手の遠山は通常通りの持ち時間6時間のままとなったが、結果は中村が勝利した。
タイトル経験者初の順位戦陥落（第68期）
前述の通り、第68期では、タイトル経験のあるベテラン棋士の昇降級が集中するという特異現象が発生したが、当期はC級2組でも、元棋聖の有吉道夫九段と初代棋王の大内延介九段が累積3つ目の降級点を喫し、順位戦陥落時の年齢規定により引退となった。タイトル戦（番勝負）出場経験者が同規定により引退となった前例は、丸田祐三（第54期・1995年度）・関根茂（第60期・2001年度）が存在したものの、タイトル獲得経験者が同規定により引退となったケースは当期が初めてであった（その後、第75期（2016年度）にタイトル通算2期の森雞二と、元名人の加藤一二三も同じ理由で引退することになる）。
昇級者3人全員が全勝（第70期）
この期は阿部健治郎、中村太地、船江恒平の3人が10戦全勝で昇級を果たした。B級2組以下の対局数が10局に定着した第27期以降、同一クラスで3人が全勝で昇級したのは初めての事であった。このこともあり菅井竜也が順位6位・9勝1敗と本来なら昇級してもおかしくない好成績ながらも昇級できなかった。因みにその1敗は船江との兄弟弟子対決で付いたものである。
60年ぶりのC級2組～名人位獲得経験者初の降級規定に伴う引退（第73期～第75期）
加藤一二三は、プロ入り1年目の1954年(第9期)にC級2組で11勝1敗(1位)の成績を収めC級1組へ昇級。そこからA級まで4期連続で昇級した。その後、B級1組との往復を4度経験しながらも、62歳を迎える2001年度(第60期)までA級に通算36期在籍した。1982年には名人位も獲得している。しかし、2002年度以降は加齢によって順位戦の成績が振るわなくなり、2004年(第63期)にはB級2組に、2009年(第68期)にはC級1組に、2014年(第73期)にはC級2組にそれぞれ降級。名人位獲得歴のある棋士がB級2組以下に降級して以降も順位戦に出場し続けたのは史上初であった。このことにより、60年ぶりにC級2組順位戦に出場するという、史上最長の間隔記録を残すことになった。加藤はC級2組に降級した後も順位戦に出場し続けたが、2014年(第73期)～2016年(第75期)と3期連続で降級点を喫し、順位戦陥落時の年齢規定により引退することとなった。
中学生初の五段（・六段）昇段と順位戦全勝（第76期）
藤井聡太は、初出場の第76期順位戦C級2組において、無敗のまま8勝目を挙げたところで自分より上位の1敗者がいなくなったため、2018年2月1日の9回戦・梶浦宏孝戦に勝てば他の結果に関係なくC級1組への昇級（と1位通過）が確定する状況であった。藤井はこの梶浦との対局に勝って昇級を確定させ、同日付けをもって五段に昇段となった。将棋棋士が中学生のまま五段に昇段したのは史上初である。過去には、加藤一二三が中学生のうちにC級1組への昇級を決めた例があるものの、当時の規定により五段昇段日は中学校を卒業した直後の（1955年）4月1日となっていた。
なお、藤井は約半月後の2月17日に第11回朝日杯将棋オープン戦を制して初優勝し、「全棋士参加棋戦優勝」を満たして六段に昇段している。こちらも中学生のまま六段に昇段した史上初の快挙である。順位戦の昇級・昇段が早々に決まっていたために実現した高速昇段であった。
さらに、3月15日のC級2組最終戦でも藤井は三枚堂達也との対局で勝ち、中学生初の順位戦全勝を達成した。

降級点の直後に昇級（第79期）
出口若武は初参加の第78期でいきなり降級点を喫した（3勝7敗）が、翌79期で見事昇級を決めた（9勝1敗）。降級点持ちが昇級した例は過去にもあるが、直後に昇級するのは非常に珍しい。
フリークラス編入からB級2組までストレート昇級（第81-82期）
古賀悠聖は三段リーグ次点2回により四段昇段（フリークラス編入）。フリークラス編入から1年足らずでC級2組へ昇級を果たし、順位戦参加1年目の第81期C級2組を9勝1敗・成績3位でC級1組へ昇級、第82期C級1組を9勝1敗・成績2位で第83期B級2組への昇級を決めた。フリークラス編入1年以内にC級2組に昇級、さらにC級1組・B級2組への昇級をいずれも1期で達成したのは順位戦史上初。
3人の四段棋士が最終戦で昇級を決め揃って同日昇段（第82期）
2024年3月12日の第82期C級2組第11回戦では冨田誠也、高田明浩、藤本渚の3人が8勝1敗で勝てば自力昇級の状態で開始、そしてこの3人が勝利を収め同日に昇段となった。昇級者が3人とも四段なのは第45期順位戦の浦野真彦、小野敦生、所司和晴の例以来37年ぶりであり、最終戦3人同時で決まったのは唯一である。